# الگا اشنایپ‌فلوگووا
اُلگا اشنایپ‌فلوگووا (چکی: Olga Scheinpflugová؛ ۳ دسامبر ۱۹۰۲ – ۱۳ آوریل ۱۹۶۸) بازیگر و نویسنده اهل چک بود. او دختر نویسنده، روزنامه‌نگار و نمایشنامه‌نویس «کارِل اشنایپ‌فلوگ» بود. در سال ۱۹۳۵ با نویسنده کارل چاپک ازدواج کرد.